# Herlev
Herlev est une commune du département de Copenhague, dans l'est de l'île de Sjælland au Danemark.

## Sport
- Hockey sur glace : Herlev Eagles.